# ایندین (۱۷۷۸)
ایندین (۱۷۷۸) (به انگلیسی: Indien (1778)) یک کشتی است که طول آن ۱۷۰ فوت (۵۲ متر) می‌باشد. این کشتی در سال ۱۷۷۸ ساخته شد.